# Chrysetaerius
Chrysetaerius är ett släkte av skalbaggar. Chrysetaerius ingår i familjen stumpbaggar.
Kladogram enligt Catalogue of Life:
| Chrysetaerius | \| \| Chrysetaerius iheringi \| \| \| \| \| \| Chrysetaerius reichenspergeri \| \| \| \| |
|               | \| \| Chrysetaerius iheringi \| \| \| \| \| \| Chrysetaerius reichenspergeri \| \| \| \| |
|               | Chrysetaerius iheringi                                                                   |
|               |                                                                                          |
|               | Chrysetaerius reichenspergeri                                                            |
|               |                                                                                          |